# ابنهایم
ابنهایم (به آلمانی: Ebenheim) یک منطقهٔ مسکونی در آلمان است که در هورزل (تورینگن) واقع شده‌است. ابنهایم ۲۳۹ نفر جمعیت دارد.